# Hot & Heavy
Hot & Heavy, auch unter dem Titel Takeoff – Hot & Heavy erschienen, ist eine Kompilation der deutschen Heavy-Metal- und Hard-Rock-Band Scorpions, die im Jahre 1982 veröffentlicht wurde. Sie deckt die Jahre 1974 bis 1977 ab. 1993 erfolgte eine Wiederveröffentlichung.

## Entstehungsgeschichte und Songauswahl
Das Label RCA Records veröffentlichte diese Kompilation, weil sie die Rechte der Scorpions-Songs aus den Jahren 1974 bis 1978 besaßen. Auf allen Songs spielte Uli Jon Roth die Leadgitarre. Beim Titel Dark Lady ist Roth auch Sänger des Liedes. Exklusive oder unveröffentlichte Lieder sind keine auf dem Album, stattdessen je zwei Songs der Alben Fly to the Rainbow (Speedy’s Coming, Far Away), In Trance (Dark Lady, Robot Man) und Virgin Killer (Catch Your Train, Polar Nights), sowie vier von Taken by Force (Steamrock Fever, I’ve Got to Be Free, The Riot of Your Time, He’s a Woman – She’s a Man).
Das Cover zeigte ursprünglich ein Bandfoto. 1993 folgte eine CD-Veröffentlichung über BMG Ariola Miller. Diese hatte ein anderes Cover-Artwork (einen Skorpion), jedoch die gleichen Musiktitel. Die Veröffentlichung der CD-Version erfolgte drei Monate vor dem Erscheinen des Scorpions-Albums Face the Heat, das die Band mit Bruce Fairbairn im Winter 1992/1993 in Vancouver aufnahm.

## Titelliste
1. He’s a Woman – She’s a Man – 3:14
2. Speedy’s Coming – 3:33
3. Catch Your Train – 3:34
4. Dark Lady – 3:25
5. Far Away – 5:39
6. Steamrock Fever – 3:35
7. The Riot of Your Time – 4:10
8. Robot Man – 2:42
9. Polar Nights – 5:04
10. I’ve Got to Be Free – 4:00